# Християнський хіп-хоп
Християнський хіп-хоп (євангельський реп, християнський реп або євангельський хіп-хоп) - це жанр, що виник на перетині сучасної християнської музики та хіп-хопу в США у 1980-х роках.
Трек виконавця McSweet з Квінзі, Нью-Йорк, "Jesus Christ (The Gospel Beat)" ознаменував появу християнського хіп-хопу в 1982 році. Перший повноформатний християнський хіп-хоп альбом "Bible Break" виконавця з Оклахоми Стівена Вайлі вийшов у 1985 році, а його головний трек став хітом на християнському радіо рік по тому. Серед інших представників християнського хіп-хопу середини 1980-х років були P.I.D. (Preachers in Disguise), JC & the Boys і Майкл Піс. KJ-52 здобув популярність у 1990-х і 2000-х роках.
Християнський рок-гурт DC Talk поєднав хіп-хоп і рок. Усім трьом учасникам гурту вдалося зробити успішну незалежну кар'єру: Майклу Тейту і Кевіну Максу Сміту - у християнській попмузиці, а Тобі Маку - як християнському реперу та власнику студії звукозапису. Окрім Lecrae, NF, KB та Emcee NICE , які нещодавно здобули широке визнання, варто відзначити також і виконавця американської попмузики Каньє Уеста. За межами США, християнський реп також популярний у Великобританії,  Австралії,  Бразилії,  Мексиці  та Канаді. 

## Історія й яскраві представники
МС Піт Гаррісон з Квінзі, Нью-Йорк - перший представник жанру з комерційною платівкою. Виконавець записав альбом The Gospel Beat: Jesus-Christ (1982) під псевдонімом McSweet за посередництва продюсера Мака Саллівера у студії звукозапису Lection Records, PolyGram. Записи Стівена Вайлі "Bible Break" (1985) з авторськими роботами виконавця стали основою першого повноцінного альбому в жанрі євангельського хіп-хопу. Того ж року, Девід Гузман заснував гурт JC & the Boys. Декілька провідних американських християнських реперів, зокрема Майкл Піс (один з перших сольних виконавців християнського репу), SFC, Dynamic Twins, MC Peace і T-Bone, покинули команду. Комерційно успішна група P.I.D. (Preachers in Disguise) випустила п'ять записів. 
Інші реп-групи з’явилися наприкінці 1980-х, зокрема dc Talk, ETW (End Time Warriors) і SFC (Soldiers for Christ). ETW очолив продюсер Майк Хілл - пастор однієї з найбільших міських молодіжних груп США, заснованої у місті Талса, Оклахома. SFC очолив Кріс Купер, спочатку під псевдонімами Super C (від Super Chris / Super Christian) і Sup the Chemist, а згодом відомий як Soup the Chemist. МС Денні «D-Boy» Родріґес - ще один відомий представник євангельського репу, був убитий у 1990 році в Техасі.  Він допоміг розпочати кар’єру сестрі Дженні Родріґес-Лопес (MC GeGee) - одній з перших християнських реп-виконавиць, взявши участь у створенні її дебютного альбому I’m for Real. У 1991 році виконавиця випустила другий альбом And Now the Mission Continues.  
1. ↑  Billboard #1's. Billboard. Процитовано 15 вересня 2021.
2. ↑  10 Christian Rappers from United Kingdom you should know. Rapzilla. 24 січня 2017. Процитовано 21 травня 2022.
3. ↑  The Rise of Christian Hip Hop - D4C. Vision Christian Radio. 8 серпня 2018. Архів оригіналу за 2 липня 2022. Процитовано 21 травня 2022. [Архівовано 2022-07-02 у Wayback Machine.]
4. ↑  5 Brazilian Christian Rap Artists to Watch in 2020. Rapzilla. 23 січня 2020. Архів оригіналу за 27 червня 2022. Процитовано 21 травня 2022. [Архівовано 2022-06-27 у Wayback Machine.]
5. ↑  The Jakarta Post (3 червня 2021). Migrants find safe haven with Mexico's hip-hop pastor. The Jakarta Post. Процитовано 21 травня 2022.
6. ↑  Jesus and Music: Meet Rapper Not Klyde From Canada. KAZI MAGAZINE. 19 травня 2022. Процитовано 21 травня 2022.
7. ↑  Busy R. The Holy Hip Hop DataBASE – The ultimate online Christian Hiphop resource. Hhhdb.com. Процитовано 21 квітня 2013.
8. ↑  MC Sweet – (Adam & Eve) The Gospel Beat (Vinyl) at Discogs. Discogs.com. Процитовано 21 квітня 2013.
9. ↑  Busy R. The Holy Hip Hop DataBASE – The ultimate online Christian Hiphop resource.
10. ↑  CMA: Danny 'D-Boy' Rodriguez. Christianmusicarchive.com. 26 липня 2010. Архів оригіналу за 9 березня 2009. Процитовано 6 жовтня 2011. [Архівовано 2009-03-09 у Wayback Machine.]
11. ↑  CMA: M.C. GeGee. Архів оригіналу за 11 лютого 2007. Процитовано 30 серпня 2016.{{cite web}}:  Обслуговування CS1: bot: Сторінки з посиланнями на джерела, де статус оригінального URL невідомий (посилання) [Архівовано 2007-02-11 у Wayback Machine.]
12. ↑  MC Gee Gee Video - Interviews. Архів оригіналу за 13 вересня 2016. Процитовано 30 серпня 2016.